# 4915 Солженіцин
4915 Солженіцин (4915 Solzhenitsyn) — астероїд головного поясу, відкритий 8 жовтня 1969 року.
Тіссеранів параметр щодо Юпітера — 3,163.